# Rhipidura euryura
Rhipidura euryura là một loài chim trong họ Rhipiduridae.